# Claude-François Ménestrier

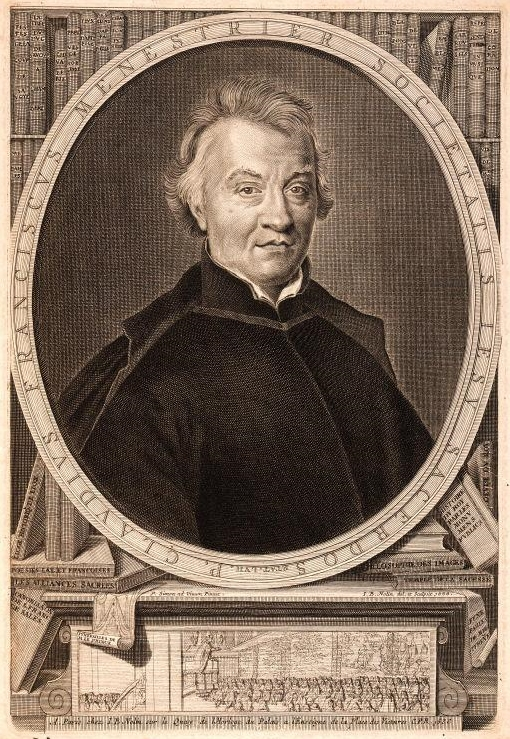
Claude-François Ménestrier

Claude-François Ménestrier (* 9. März 1631 in Lyon; † 21. Januar 1705 in Paris) war ein französischer Jesuit, Theologe, Philosoph und Heraldiker.
Menestrier trat 1646 in den Jesuitenorden ein. Bereits fünfzehnjährig lehrte er alte Sprachen und Rhetorik in Chambéry, Grenoble, Lyon und Paris. Als die Stadt Lyon ihm 1658 den Auftrag erteilte, die Festlichkeiten für den Besuch des Königs zu veranstalten, waren diese derart prunkvoll, dass er fortan die königlichen Visiten im ganzen Land zu organisieren hatte. 1669–1670 führte ihn eine Reise durch Deutschland und Italien, anschließend ließ er sich in Paris nieder. Von hier aus unternahm er zahllose Reisen zu Predigten durch Frankreich. Er verfasste insgesamt 83 Werke zu den verschiedensten Themen und zählte zu den brillantesten Köpfen des Königreiches im 17. Jahrhundert.

## Schriften
- Traite des tournois, ioustes, carrousels, et autres spectacles publics. Muguet, Lyon 1669 (Digitalisat).
- Des representations en musique anciennes et modernes. Guignard, Paris 1681, (Digitalisat).
- Des ballets anciens et modernes selon les regles du theatre. Guignard, Paris 1682, (Digitalisat).
- L’Art des Emblèmes ou s’enseigne la morale par les figures de la fable, de l’histoire & de la nature. de la Caille, Paris 1684, (Digitalisat; Reprint dieser Ausgabe zusammen mit Menestriers Le véritable art du blason, ou l’image des armoires. Paris 1673. Herausgegeben und eingeleitet von Karl Möseneder. Mäander, Mittenwald 1981, ISBN 3-88219-106-6).
- La méthode du blason. Michallet, Lyon u. a. 1688, (Digitalisat).
- Histoire du Roy Louis le Grand. Par les Médailles, Emblêmes, Devises, Jettons, Inscriptions, Armoiries, et autres Monumens Publics. Nolin, Paris 1689, (Digitalisat).

## Quelle
- Menestrier im wiki.geneanet.org

| Personendaten    | Personendaten               |
| ---------------- | --------------------------- |
| NAME             | Ménestrier, Claude-François |
| KURZBESCHREIBUNG | französischer Theologe      |
| GEBURTSDATUM     | 9. März 1631                |
| GEBURTSORT       | Lyon                        |
| STERBEDATUM      | 21. Januar 1705             |
| STERBEORT        | Paris                       |